# 紹特里萊鄉
45°13′N 25°43′E / 45.217°N 25.717°E
紹特里萊鄉（羅馬尼亞語：Comuna Șotrile, Prahova），是羅馬尼亞的鄉份，位於該國中南部，由普拉霍瓦縣負責管轄，處於布加勒斯特以北90公里，每年平均降雨量1,122毫米，海拔高度770米，2007年人口3,475。